# مدار ۵۱ درجه جنوبی
مدار ۵۱ درجه جنوبی، دایره‌ای از عرض جغرافیایی است که در ۵۱ درجهٔ جنوبی خط استوا  قرار دارد.

## گذر از مناطق
از نصف‌النهار مبدأ شروع می‌شود و به سمت مشرق ۵۱ درجه جنوبی از موارد زیر گذر می‌کند:
| مختصات‌ها                                            | کشور، قلمرو یا دریا | توضیحات                                                                      |
| --------------------------------------------------- | ------------------- | ---------------------------------------------------------------------------- |
| ۵۱°۰′ جنوبی ۰°۰′ شرقی / ۵۱٫۰۰۰°جنوبی ۰٫۰۰۰°شرقی     | اقیانوس اطلس        |                                                                              |
| ۵۱°۰′ جنوبی ۲۰°۰′ شرقی / ۵۱٫۰۰۰°جنوبی ۲۰٫۰۰۰°شرقی   | اقیانوس هند         |                                                                              |
| ۵۱°۰′ جنوبی ۱۴۷°۰′ شرقی / ۵۱٫۰۰۰°جنوبی ۱۴۷٫۰۰۰°شرقی | اقیانوس آرام        | Passing just south of Adams Island, Auckland Islands, نیوزیلند               |
| ۵۱°۰′ جنوبی ۷۵°۵′ غربی / ۵۱٫۰۰۰°جنوبی ۷۵٫۰۸۳°غربی   | شیلی                | Patagonic Archipelago and mainland                                           |
| ۵۱°۰′ جنوبی ۷۲°۱۵′ غربی / ۵۱٫۰۰۰°جنوبی ۷۲٫۲۵۰°غربی  | آرژانتین            |                                                                              |
| ۵۱°۰′ جنوبی ۶۹°۹′ غربی / ۵۱٫۰۰۰°جنوبی ۶۹٫۱۵۰°غربی   | اقیانوس اطلس        | Passing just north of the Jason Islands, جزایر فالکلند (claimed by آرژانتین) |